# 枚岡公園
枚岡公園（ひらおかこうえん）は、大阪府東大阪市にある大阪府営の都市公園（風致公園）である。

## 概要
生駒山系の枚岡山・額田山の2つの尾根の山麓に広がり、中央部を豊浦渓谷が横切っている。面積は約43.8ヘクタール。
1938年に開設された。1958年に金剛生駒国定公園が指定された際、枚岡公園の全地域も金剛生駒国定公園に指定された。
枚岡展望台・額田展望台の2つの展望台やハイキングコース、オリエンテーリングのパーマネントコースなどが整備されている。
生駒山へ登山する際の登山ルートのひとつともなっている。
また、梅や桜・紅葉の名所としても有名。枚岡公園の梅林は「大阪みどりの百選」に指定されている。
その後、ウメ輪紋ウイルスに感染したことを理由に、2016年の開花を最後として、梅の木は全て伐採された。梅林の再生には4年以上かかると府は推測している。枚岡神社はツイッターの公式アカウントで、このウイルスの感染力が強いため、梅林から枝や実を持ち帰らないよう呼び掛けている。